# Lisa Morgenstern
Lisa Morgenstern ist eine in Berlin lebende deutsch/bulgarische Pianistin, Sängerin und Komponistin.

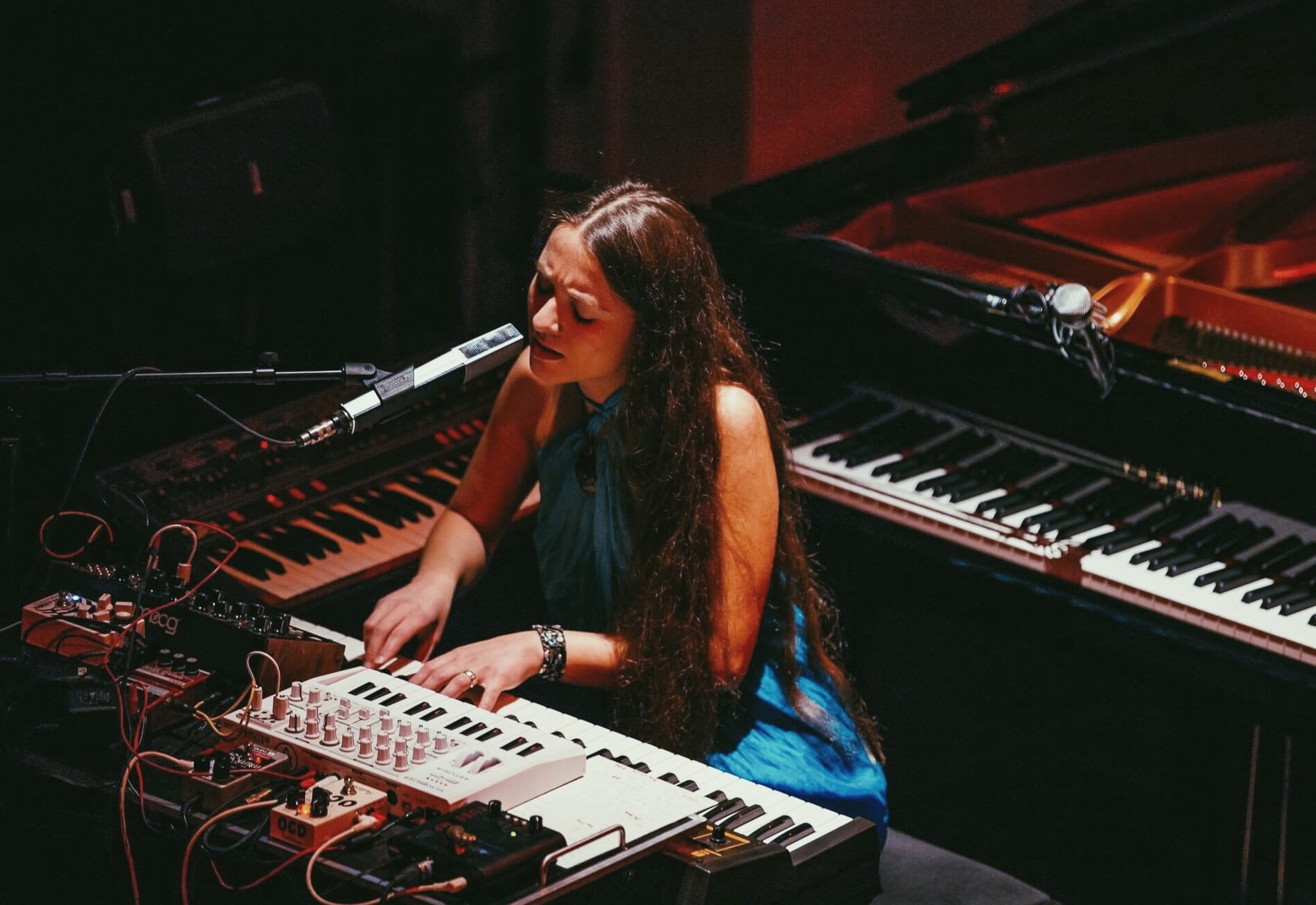
Lisa Morgenstern live im Silent Green, Berlin (2018)

## Leben
Als Tochter zweier Orchestermusiker begann Lisa Morgenstern im Alter von fünf Jahren mit dem Klavierunterricht. Später erhielt sie eine Ausbildung in klassischem Ballett.
Ihr Album Chameleon (2019) wurde aus der Herausforderung geboren, ein Album zu erschaffen, welches nur Stimme, Klavier und Synthesizer verwendet. Es wurde in Zusammenarbeit mit dem Grammy-nominierten Produzenten und Cellisten Sebastian Plano aufgenommen und selbst veröffentlicht.
Die folgenden Jahre bestritt Morgenstern Konzerte auf internationalen Bühnen und Festivals. Sie war Tour Support für Ólafur Arnalds und Max Cooper und trat als Solokünstlerin bei Festivals wie dem Iceland Airwaves, dem Haldern Pop Festival, dem Øyafestivalen, dem Eurosonic Noorderslag und auf dem Reeperbahn Festival in der Elbphilharmonie Hamburg auf.

## Diskografie
- 2013: Amphibian (Album, Periplaneta)
- 2014: Metamorphoses (EP, Periplaneta)
- 2019: Chameleon (Album, Selbstverlag)

## Kompositionen
- 2022: Die Kaiserin (Filmmusik)